# احمد عبود
احمد عبود (عربی: أحمد عبود؛ زادهٔ ۱ آوریل ۱۹۷۰) ورزشکار بوکس اهل عراق است. او در بازی‌های المپیک تابستانی ۱۹۹۲ به نمایندگی از عراق شرکت کرد.